# Écriture bénéventaine

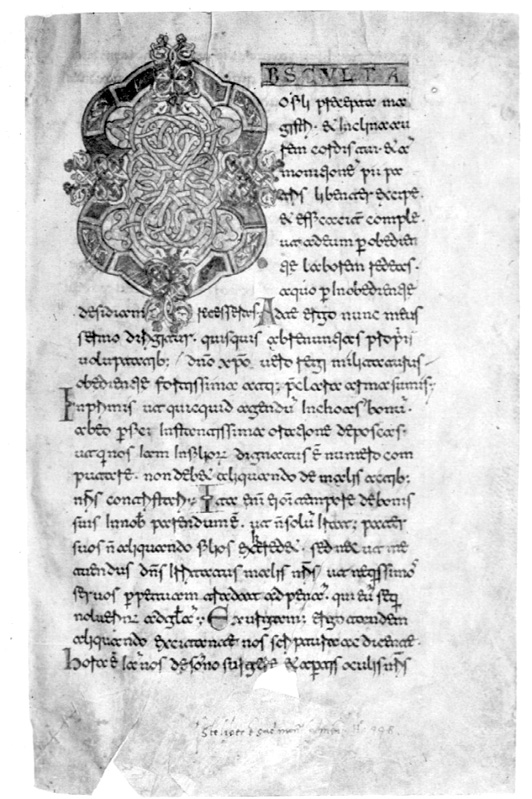
Page de la Regula Benedicti, écrite vers 1075–1090, provenant de la bibliothèque de Monte Cassino

L’écriture bénéventaine (ou bénéventine, en latin beneventana) est une écriture livresque qui a été en usage principalement dans le Sud de l’Italie, en particulier dans le duché de Bénévent.

## Dénomination
Certains auteurs utilisent le terme « bénéventine »,,. L'expression littera beneventana est attestée dès le Moyen Âge. Une autre appellation traditionnelle au Moyen Âge et à l'époque moderne est « lombarde » (en latin : Langobarda, Longobarda ou Longobardisca). Elle est malheureusement équivoque, car le Royaume des Lombards couvre une autre aire géographique et cesse avant que cette écriture ne soit pleinement formée. C'est néanmoins cette dénomination qui est retenue par Mabillon qui y voit une « écriture nationale », propre au peuple lombard et importée en Italie, ce qui est inexact.

## Extension géographique
L'écriture bénéventaine est principalement attestée au Sud de la péninsule italienne, ainsi que sur la côte dalmate, où elle fut vraisemblablement introduite par les bénédictins de Saint-Chrysogone à Zadar. L'élaboration de cette écriture se fait lentement au cours des VIIIe – Xe siècle à partir des minuscules pré-carolines attestées dans le Nord de l’Italie. Le type achevé s'impose dans le duché de Bénévent sous l'influence du Mont-Cassin au XIe siècle, notamment avec l'abbatiat de Didier du Mont-Cassin (pape Victor III) (abbé de 1058 à 1087). Les deux centres principaux d'usage de cette écriture sont l'abbaye du Mont-Cassin et Bari, où l'écriture se développe à partir du modèle cassinais, mais est moins maniérée, plus ronde, avec moins d'opposition entre les pleins et les déliés.

## Caractéristiques
Au sommet de son développement calligraphique, aux XIe – XIIe siècles, l'écriture bénéventaine se caractérise par des jambages extrêmement brisés, composés de deux traits superposés. 
Les lettres caractéristiques sont :
- lettre a écrite sous la forme de o et c assemblés. Dans les attestations les plus anciennes, la lettre est ouverte par le haut, écrite comme deux c successifs.
- lettre e écrite comme une lettre haute, avec une boucle dépassant la ligne sommitale des lettres basses ; le trait horizontal est long.
- lettre c à crête : surtout dans les manuscrits les plus anciens et dans l'écriture du type de Bari ;
- lettre r dont la hampe descend sous la ligne, avec une partie supérieure très anguleuse, le tout prenant une forme de s long descendant sous la ligne;
- lettre t ressemblant au a de l'écriture bénéventaine, avec trait à droite horizontal : la partie gauche du trait horizontal est recourbée et forme une boucle. La ligature ti prend deux formes différentes selon le phonème exprimé.

Une des attestations les plus connues de l'écriture bénéventaine sont les rouleaux d'Exultet.